# Frühlingsfest-Ouvertüre
Die Frühlingsfest-Ouvertüre, Chunjie Xuqu (chinesisch 春節序曲 / 春节序曲, Pinyin Chūnjié Xùqǔ, englisch Spring Festival Overture), ist ein von dem chinesischen Komponisten Li Huanzhi (1919–2000) in den Jahren 1955 und 1956 komponiertes Orchesterwerk. In dem Werk wird die Szenerie der Region von Shanbei (d. h. Nord-Shaanxi) während des chinesischen Neujahrsfestes (Frühlingsfest) geschildert. Es ist in China sehr beliebt und wird häufig aufgeführt. Es wurde auch häufig in Schulmusikbücher aufgenommen. 
2007 war es eines der Musikstücke mit denen die chinesische Mondsonde Chang’e-1 ausgestattet wurde.

## Videos
- youtube.com: Frühlingsfest-Ouvertüre – Goldener Saal, Musikverein, Wien (chinesisches Instrumentarium)
- youtube.com: Symphonieorchester der Wiener Volksoper (chinesisches Schlagwerk und westliches Instrumentarium)